# Übertragungsliebe
Übertragungsliebe ist ein psychoanalytischer Begriff für die Übertragung von Liebe von einem ursprünglichen auf ein neues Ziel. Der Begriff wird aufgrund seiner häufigen Verwendung im Kontext der Psychoanalyse heute meist im Sinne einer psychischen Störung verwendet. Peter Sloterdijk weist darauf hin, dass diese Verwendung zu eng ist und weiter gefasst werden sollte, indem er Übertragung als eine Quelle offener schöpferischer Vorgänge betrachtet.